# Avenue de Trianon
L'avenue de Trianon est une voie de circulation des jardins de Versailles, en France.

## Description
L'avenue de Trianon débute au sud-est devant le bassin de Neptune et se termine environ 1 300 m au nord-ouest devant le grand Trianon, au carrefour avec l'allée de la Reine et l'allée des Deux-Trianons.